# Divonne-les-Bains
Divonne-les-Bains és un municipi francès, situat al departament de l'Ain i a la regió d'Alvèrnia-Roine-Alps.